# Pleuracanthus
Pleuracanthus es un  género de coleópteros adéfagos de la familia Carabidae.

## Especies
Comprende las siguientes especies:
- Pleuracanthus inca Reichardt, 1974
- Pleuracanthus psittacus Reichardt, 1974
- Pleuracanthus sulcipennis Gray, 1832
- Pleuracanthus tridens Reichardt, 1974